# لتا امبولو
لتا امبولو (متولد ۲۳ اوت ۱۹۴۲)خواننده جاز اهل آفریقای جنوبی است که از دهه ۱۹۶۰ فعالیت حرفه‌ای خود را آغاز کرده است.

## زندگی
لتا امبولو در سووتو، آفریقای جنوبی متولد و بزرگ شد. او از دوران نوجوانی به خوانندگی پرداخت و همراه با گروه موزیکال کینگ کنگ تور اجرا کرد. اما در سال ۱۹۶۴، به دلیل سیاست‌های آپارتاید، مجبور به ترک کشور شد و به ایالات متحده مهاجرت کرد.
در نیویورک، او با دیگر هنرمندان تبعیدی آفریقای جنوبی، از جمله میریام ماکبا، هیو ماسکلا و جوناس گوانگوا ارتباط برقرار کرد و با هنرمندانی همچون کانن بال آدرلی، دیوید اکسلرود و هری بلافونته همکاری داشت.
صدای او در فیلم‌هایی همچون ریشه‌ها، رنگ ارغوانی (۱۹۸۵) و یک دسامبر سوزان (۱۹۷۳) شنیده می‌شود. همچنین، او در یکی از قسمت‌های فصل ششم برنامه قطار روح حضور داشت. امبولو در تک‌آهنگ مشهور مایکل جکسون با نام دختر لیبریایی نیز آواز سواحیلی اجرا کرد.
کوئینسی جونز، تهیه‌کننده برجسته موسیقی، دربارهٔ او می‌گوید:
لتا امبولو بانویی اصیل است که گرما و پیچیدگی را به نمایش می‌گذارد؛ ویژگی‌هایی که عشق، زیبایی و وحدت را در جهان برمی‌انگیزند.
او از اعضای مؤسس اتحادیه هنرمندان آفریقای جنوبی (SAAU) است، سازمانی که در سال ۱۹۸۶ تأسیس شد.

## زندگی شخصی
لتا امبولو با موسیقیدان کایفوس سمنیا ازدواج کرده است.
در دهه ۱۹۶۰، در حالی که رژیم آپارتاید با سیاست‌های تبعیض‌آمیز خود، زندگی را برای غیرسفیدپوستان آفریقای جنوبی دشوار می‌کرد، امبولو به ایالات متحده مهاجرت کرد و فعالیت هنری خود را در تبعید ادامه داد. او در کنار کانن بال آدرلی، نوازنده ساکسیفون جاز، تورهای موسیقی برگزار کرد و با هری بلافونته همکاری داشت. این دو هنرمند در چندین تور جهانی به اجرای موسیقی پرداختند. سبک موسیقی او از موسیقی محلی آفریقا، جاز آمریکایی و موسیقی برزیلی تأثیر گرفته است.

## جوایز
- ۲۰۰۱: جایزه موسیقی آفریقای جنوبی برای یک عمر دستاورد.[۲]
- ۲۰۰۹:جایزه نقره برای دستاوردش در ایخامانگو[۷]
- ۲۰۱۸: جایزه جاز مزانتیس برای دستاورد یک عمر او.[۸]

## دیسکوگرافی
- لتا امبولو می‌خواند (کاپیتول، ۱۹۶۷)
- روح آزاد (کاپیتول، ۱۹۶۸)
- لتا (چیسا، ۱۹۷۰)
- به‌طور طبیعی (فانتزی، ۱۹۷۲)
- موسیقی در هوا وجود دارد (A&M، ۱۹۷۶)
- لتا (A&M، ۱۹۷۷)
- لتا امبولو – طلا (A&M، ۱۹۷۸)
- لتا امبولو – جوجو شیرین (صبح، ۱۹۸۵)
- بهترین‌های لتا و کایفوس (کلمبیا، ۱۹۹۶)
- بهترین آثار (کلمبیا، ۱۹۹۹)
- لتا آواز می‌خواند/ روح آزاد(ملی، ۲۰۰۵)
- کولانی نامی (سونی، ۲۰۰۷)

با کوئینسی جونز
- Roots (A&M، ۱۹۷۷)